# パラダイスバレー
座標: 北緯45度23分47秒 西経110度44分9秒 / 北緯45.39639度 西経110.73583度

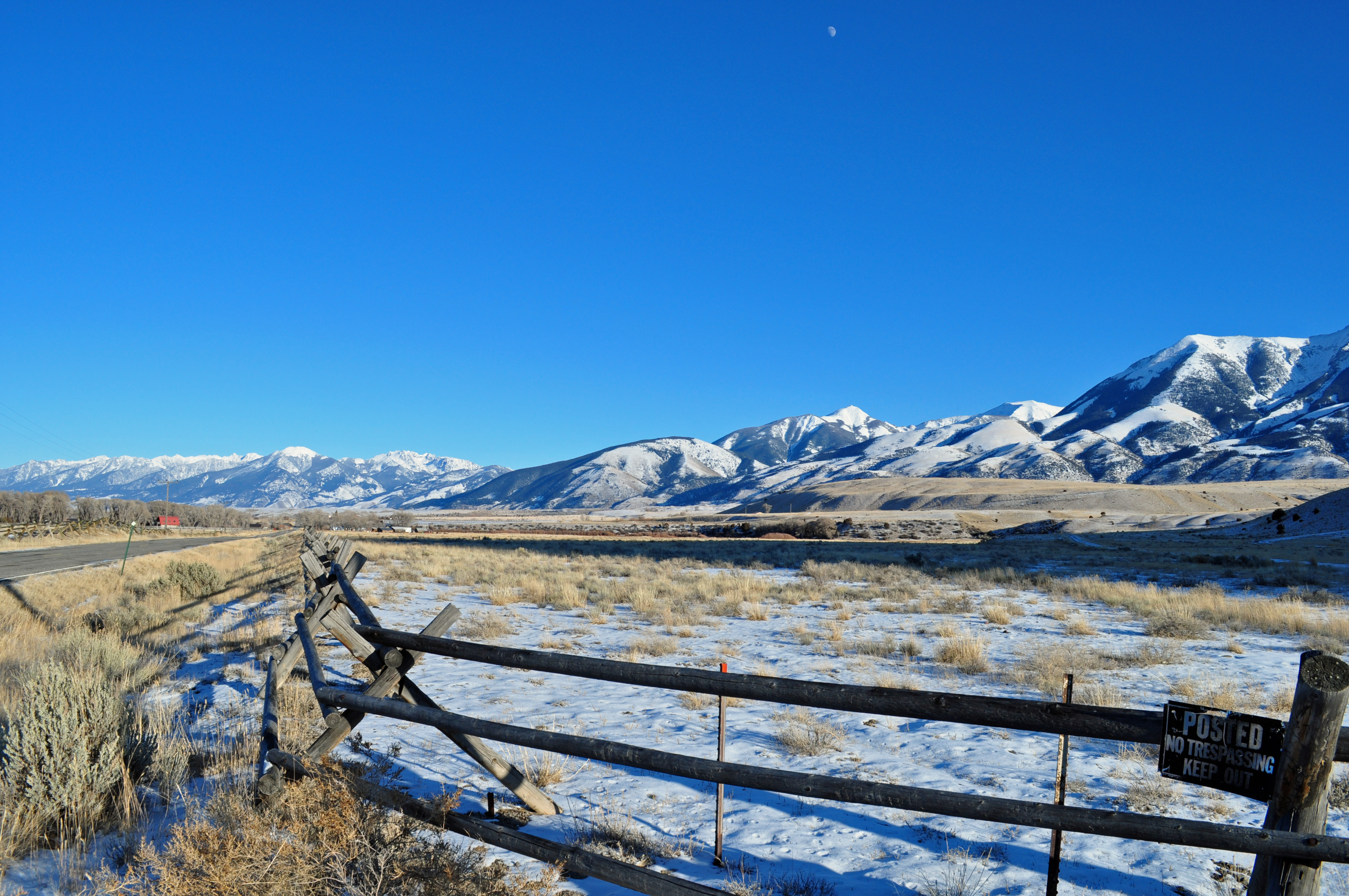
パラダイスバレーから臨むアブサロカ山脈

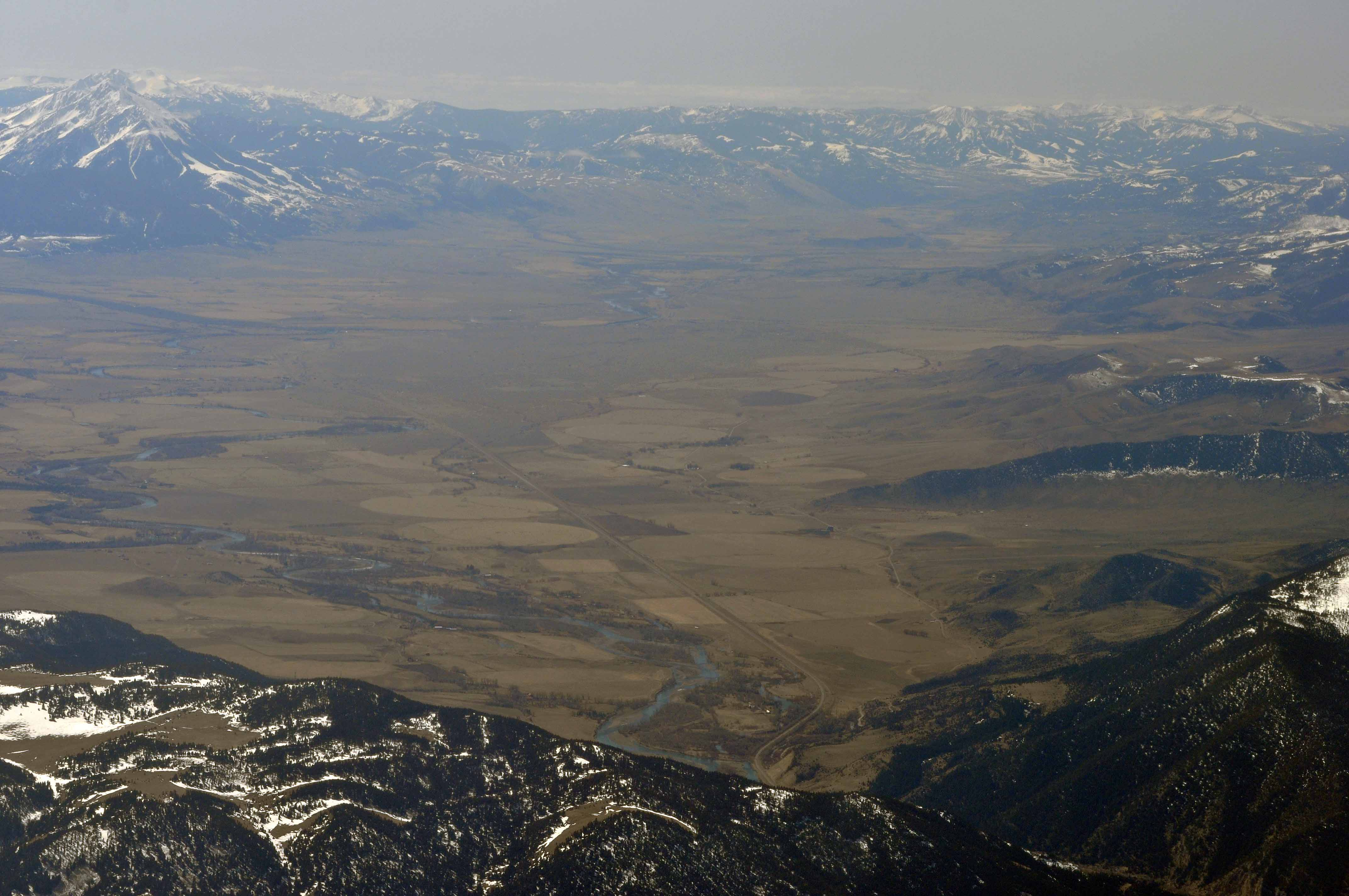
パラダイスバレー

パラダイスバレー(Paradise Valley)は、アメリカ合衆国モンタナ州の南西に位置するアブサロカ山脈とギャラティン山脈に挟まれたイエローストーン川沿岸の一帯を指し、イエローストーン国立公園の一部にもなっている雄大な大自然に囲まれた地域である。
1970年代のヒッピームーブメントの時代に詩人のリチャード・ブローティガンをはじめ、ピーター・フォンダ、ウォーレン・オーツ、ジェフ・ブリッジス、サム・ペキンパーなどが住みはじめ、多くの作家や音楽家、映画関係者が訪れ、彼らはモンタナ・ギャングと呼ばれた。
イエローストーン川の支流がたくさんあり、フライ・フィッシングの釣り場としても人気が高い。

## 著名な居住者
- ピーター・フォンダ- 俳優。1975年から居住。
- マーゴット・キダー- 女優
- クリストファー・パオリーニ- ファンタジー作家。ここで生まれ、育った[2]。
- リチャード・ブローティガン- 詩人。牧場を所有していた[3]。
- デニス・クエイド- 俳優。牧場を所有している。
- クレイグ・バレット- インテル社の元CEO[4]